# Stay Alive
Trò chơi định mệnh (tên gốc: Stay Alive) là một bộ phim kinh dị Mỹ của đạo diễn William Brent Bell. Bộ phim được sản xuất bởi McG, đồng sản xuất Hollywood Pictures, phát hành ngày 24 tháng 3, 2006 tại Mỹ.

## Cốt truyện
Sau khi chơi một trò chơi điện tử có tựa đề Stay Alive, Loomis Crowley, bạn cùng phòng Rex và Sarah, bạn gái của Rex, bị giết theo cách giống như các nhân vật của họ bị giết trong trò chơi. Tại đám tang của Loomis, người bạn Hutch của anh gặp Abigail - một người bạn của Sarah - và nhận được một số đồ đạc của Loomis, bao gồm cả trò chơi Stay Alive. Hutch, bạn gái October của anh và anh trai cô, Phineus, quyết định chơi trò chơi này theo nhóm. Họ có sự tham gia của Abigail và một người bạn khác, Swink, trong khi sếp của Hutch, Miller, chơi trực tuyến từ văn phòng của anh ta.
Trò chơi lấy bối cảnh trong một biệt thự bỏ hoang ở Đồn điền Gerouge, nhưng nó chỉ bắt đầu khi sáu người chơi đọc "Lời cầu nguyện Elizabeth", yêu cầu người chơi phải chết để máu của họ giúp Nữ bá tước Elizabeth Bathory trẻ lâu. Người chơi chiến đấu qua khu nghĩa trang của những đứa trẻ ma quỷ, hướng tới lăng mộ và tòa tháp. Trò chơi hướng dẫn Miller đi nhặt một hoa hồng. October, một độc giả của thần bí học, giải thích rằng những linh hồn không thể di chuyển qua những hoa hồng dại. Bị tách khỏi những người khác, Miller ném hoa hồng để xua tan những ma nữ. Vì giờ Miller đã hết hoa hồng nên một người phụ nữ mặc váy đỏ, Nữ bá tước, đã giết chết nhân vật của anh. Vài phút sau, Nữ bá tước xuất hiện trong văn phòng của Miller và giết chết anh ta.
Hai thám tử Thibodeaux và King thẩm vấn Hutch về vụ giết người. Hutch nhận ra rằng Loomis và Miller đã chơi Stay Alive ngay trước khi họ chết và họ chết giống như các nhân vật của họ trong trò chơi. October nghiên cứu về Bathory và biết được rằng bà ta sẽ lấy máu của những phụ nữ trẻ, tắm trong đó để duy trì sự tươi trẻ của mình. Điểm yếu của bà ta là những tấm gương vì bà ta không muốn nhìn thấy mình già đi. Phineus quyết định chơi một mình, và mặc dù đã bỏ cuộc trước khi nhân vật của anh có thể chết, nhưng anh vẫn bị giết ngoài đời khi bị một chiếc xe ngựa cán. Những người sống sót đồng ý ngừng chơi Stay Alive. Tuy nhiên, Thám tử King phớt lờ lời cảnh báo của Swink và chơi cho đến khi nhân vật của ông chết. King sau đó bị giết trong xe của mình.
Hutch và Abigail lục soát nhà của Loomis và tìm hiểu vị trí của nhà phát triển trò chơi: Đồn điền Gerouge thực sự. October đã phát hiện ra rằng Bathory thực sự đã bị nhốt trong tòa tháp thuộc khu đất của bà ta như một hình phạt cho tội ác của bà ta và thề sẽ quay lại một ngày nào đó để trả thù, điều mà giờ đây bà ta có thể làm, vì "Lời cầu nguyện Elizabeth" đã hồi sinh bà ta. Nữ bá tước chỉ có thể bị giết bằng cách đóng ba chiếc đinh vào xác bà ta để giam giữ linh hồn. October nhìn thấy Nữ bá tước ngoài đời và cố gắng giết bà ta nhưng nhận ra rằng bà ta là hồn ma. Cô bị Nữ bá tước cắt cổ. Ba người sống sót nhận ra rằng một khi trò chơi đã bắt đầu thì nó có thể tự chơi. Swink ở trong xe và chơi trò chơi trên máy tính xách tay của mình để đánh lạc hướng Bathory, trong khi Hutch và Abigail tìm kiếm Đồn điền Gerouge.
Nữ bá tước bắt đầu gian lận, dùng xe ngựa của mình để giết Swink ngoài đời thực, mặc dù nhân vật của anh ta còn sống. Swink chạy cho đến khi ngã vào một bụi hoa hồng. Hutch và Abigail quay lại xe thì thấy nhân vật của Swink đã chết. Họ lấy chiếc máy tính xách tay và một số hoa hồng dại, họ rải chúng để ngăn chặn những đứa trẻ ma quỷ khi họ tiến về phía tòa tháp. Họ tách ra và Hutch một mình thực hiện nghi lễ trên xác của Bathory. Hồn ma Bathory tấn công Abigail. Trên đỉnh tháp, Hutch đóng ba chiếc đinh vào xác của Bathory, sau đó hồn ma bà ta biến mất. Thi thể của Bathory sống lại; nhớ lại rằng Nữ bá tước ghét gương, Hutch đã sử dụng sự phản chiếu của chiếc máy tính xách tay để đẩy lùi bà ta trước khi đốt cháy căn phòng. Swink, vẫn còn sống nhờ bụi hoa hồng, xông vào cùng Abigail và giải cứu Hutch. Khi thi thể của Bathory bốc cháy, cả ba rời khỏi tòa tháp.
Trong khi đó, cửa hàng trò chơi điện tử đang bày bán những bản sao của Stay Alive. Anh chàng nhân viên đặt một đĩa vào máy PlayStation 2. Khi phần giới thiệu của trò chơi bắt đầu, giọng đọc "Lời cầu nguyện Elizabeth" của nhóm của Hutch vang lên, Bathory được thấy đang đứng ở cửa sổ tòa tháp của bà ta.

## Ý tưởng
Ý tưởng của Trò chơi định mệnh không lạ đối với fan của dòng phim kinh dị, vì chuyện một hồn ma tìm cách khống chế và bắt hồn người xem đã được đề cập trong các siêu phẩm như The Ring và Final Destination. Đổi lại, bộ phim kể về các game thủ và thế giới game - hình thức giải trí yêu thích của giới trẻ trên toàn thế giới. Trò chơi định mệnh không quy tụ dàn diễn viên hạng sao ở Hollywood, nhưng tuổi trẻ, sự đồng đều trong diễn xuất khiến phim hấp dẫn ngay từ những cảnh đầu. Cũng giống như những bộ phim kinh dị khác, Trò chơi định mệnh mang đến cho khán giả cảm giác nghẹt thở và hồi hộp vì ba yếu tố: máu, hình ảnh hư hư thực thực, và tác hại của trò chơi.
Nhân vật Nữ bá tước khát máu trong Trò chơi định mệnh được xây dựng dựa trên một nhân vật có thật là Nữ bá tước Elizabeth Bathory, người Hungari sống vào cuối thế kỷ 16 - đầu thế kỷ 17. Trong khi chồng đi chinh chiến, bà ở nhà giải khuây bằng cách tra tấn những tù nhân bị nhốt trong lâu đài. Đến khi chồng chết, Elizabeth càng trở nên độc ác với suy nghĩ bệnh hoạn rằng máu tươi có thể giúp mình trẻ mãi không già. Nữ bá tước ra sức truy lùng và bắt cóc những cô gái quê để lấy máu của họ. Với tội ác khét tiếng ấy, bà ta bị hoàng đế Hungari - Matthias đệ nhị - bắt giam và kết án tử hình. Nhờ thuộc dòng dõi quý tộc nên bà ta được miễn án, nhưng bị giam vào một lâu đài, cô đơn nên phát điên và chết.